# Skabersjö församling
Skabersjö församling var en församling i Lunds stift och i Svedala kommun. Församlingen uppgick 2002 i Värby församling.

## Administrativ historik
Församlingen har medeltida ursprung. Införlivade tidigt Tjustorps församling. 
Församlingen var till 1962 i pastorat med Törringe församling, före 29 juli 1598 som annexförsamling, därefter som moderförsamling. Från 1962 till 2002 annexförsamling i pastoratet Hyby, Bara Bjärshög och Skabersjö. Församlingen uppgick 2002 i Värby församling.

## Kyrkor
- Skabersjö kyrka